# دهستان گرو
دهستان گرو یکی از دهستان‌های شهرستان مینودشت در استان گلستان ایران است. این دهستان در بخش کوهسارات قرار دارد و براساس سرشماری مرکز آمار ایران در سال ۱۳۹۰، جمعیت آن ۱۱۰۸۱ نفر (در ۲۹۹۳ خانوار) بوده‌است.